# Elisabeth Rethberg

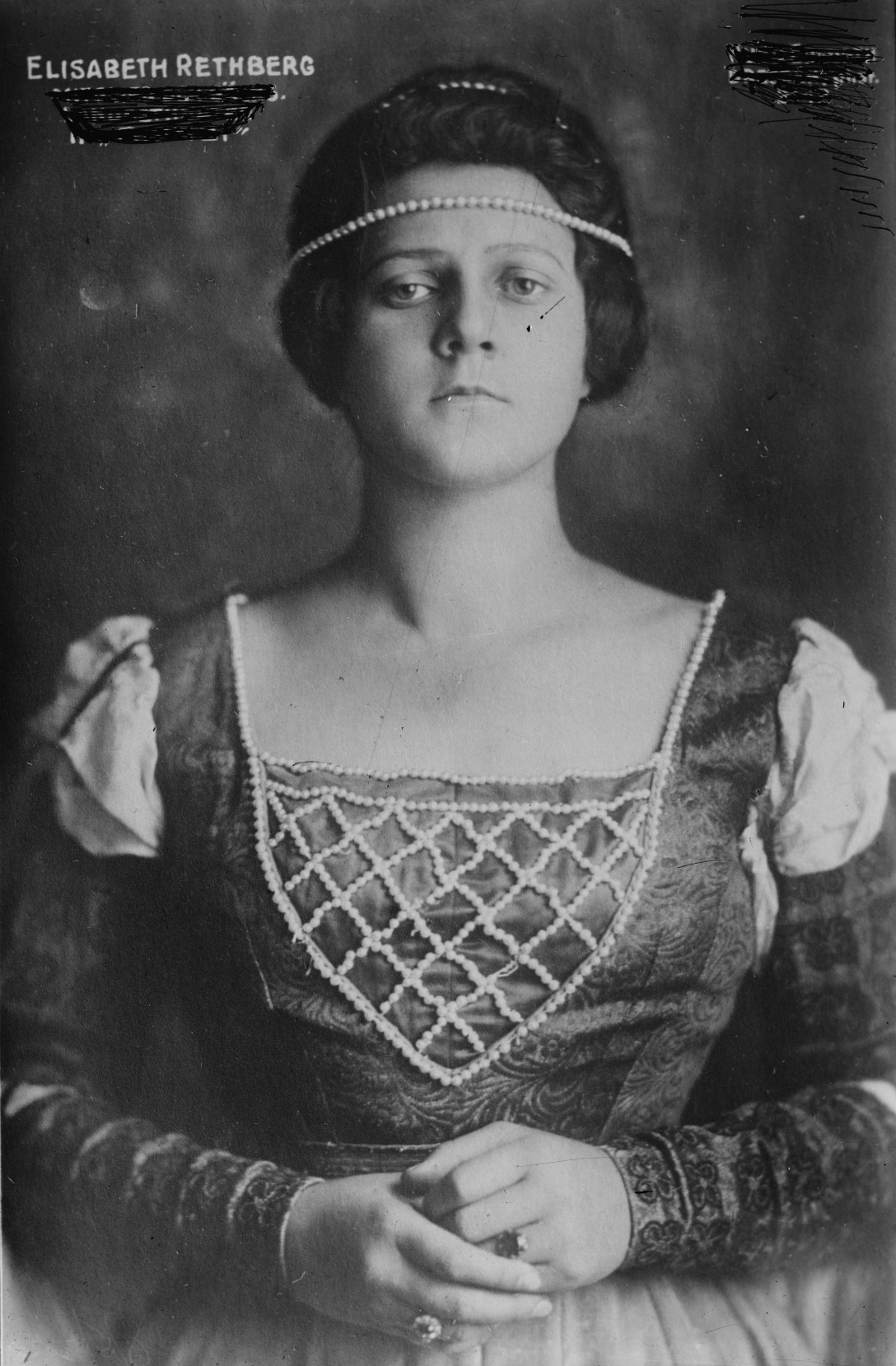
Elisabeth Rethberg

Elisabeth Rethberg (* Schwarzenberg, Alemanha 22/9/1894, † Yorktown, Nova York, EUA, 7/06/1971) foi uma soprano de renome internacional. No período entre guerras cantou na Semperoper em Dresden e na Metropolitan Opera de Nova York. Em 1929 Arturo Toscanini considerou-a a melhor soprano viva.

## Biografia
Nascida como Elisabeth Sättler nas montanhas da Saxônia, teve sua educação musical no conservatorio real de Dresden, onde passou a cantar na ópera a partir de 1915. Em 1922 transfere-se para os Estados Unidos da América onde participou do período glorioso da Metropolitan Opera de Nova York dos anos 1920s e 30s. Neste período voltou frequentemente à Alemanha, onde em 1928 participou com o papel principal da estréia da ópera de Richard Strauss Die ägyptische Helena. Um de seus irmãos (Hans Sättler) emigrou a Blumenau, Brasil..